# 渡江侦察记 (1954年电影)
《渡江侦察记》是1954年上映的中国战争题材剧情片，由上海电影制片厂出品，汤晓丹执导，沈默君编剧，孙道临、李玲君主演，改编自“先遣渡江英雄连”的事迹，讲述了渡江战役前夕，解放军某部连长率侦察班探明国民党江防部署，协助大部队取得胜利的故事。该片被中宣部、中央文明办等评为百部爱国主义教育影片。